# Briantes
Briantes település Franciaországban, Indre megyében. Lakosainak száma 596 fő (2022. január 1.). Briantes La Châtre, Lacs, Le Magny, Montlevicq, La Motte-Feuilly, Pouligny-Saint-Martin és Sainte-Sévère-sur-Indre községekkel határos.

## Népesség
A település népességének változása:
| Lakosok száma | 664  | 542  | 557  | 589  | 608  | 608  | 605  | 606  | 611  | 596  |
|               | 1968 | 1982 | 1999 | 2006 | 2011 | 2015 | 2017 | 2018 | 2020 | 2022 |